# Roque Santa Cruz
Roque Luis Santa Cruz Cantero, född 16 augusti 1981 i Asunción, är en paraguayansk fotbollsspelare (anfallare) som spelar för mexikanska Cruz Azul.

## Karriär
Santa Cruz visade prov på sin skicklighet i Olimpia Asunción och i det paraguayanska landslaget och han upptäcktes av Bayern München som kontrakterade honom år 1999. Santa Cruz var senare med och vann Bundesliga och den tyska ligacupen, Champions League och Interkontinentala cupen.
Den 28 juli 2007 skrev Santa Cruz ett fyraårigt kontrakt med Blackburn Rovers, som fick betala 3,5 miljoner pund för spelaren.
Den 20 april 2009 började det cirkulera rykten om att Santa Cruz planerade att lämna Rovers efter säsongen 2008/2009, bara ett år efter att ha skrivit ett nytt, fyraårigt kontrakt med klubben. Santa Cruz dementerade ryktena.
Manchester City värvade den paraguayanske landslagsmannen från Blackburn Rovers den 19 juni 2009 för 18 miljoner pund. Santa Cruz var även en av Paraguays främste målgörare i kvalspelet inför VM 2010 i Sydafrika.
År 2011 blev Roque klar för den spanska klubben Malága CF. Övergångssumman är inte officiell, men man tror att Malága betalade 2 miljoner för spelaren från Paraguay.

## Övrigt
Roque har en yngre bror, Julio, som spelar i Nacional. Hans andra bror, Oscar, dog år 2005. Även han var en professionell fotbollsspelare.

## Meriter
- Åttondelsfinal i VM 2002
- Deltagit i VM 2006
- Kvartsfinal i VM 2010
- 6 stycken ligaguld med Bayern München